# Németh Zoltán (labdarúgó, 1966)
Németh Zoltán (Sopron, 1966. november 25. –) magyar labdarúgó, hátvéd, edző.

## Pályafutása

### Játékosként
1994-ig a Videoton, 1995–96-ban a Soproni VSE labdarúgója volt. Összesen 188 élvonalbeli mérkőzésen szerepelt. 1996 és 2001 között Ausztriában játszott. 1996–2000 között az SV Mattersburg, 2000–01-ben az ASK Marz, 2001-ben az UFC Sieggraben csapatában szerepelt.

### Edzőként
2004–2007 között az FC Fehérvár másodedző, 2006-ban megbízott vezetőedzője volt. 2012–13-ban az FC Ajka, 2013–14-ben a Soproni VSE, 2015-ben a Győri ETO vezetőedzőjeként tevékenykedett. 2019–2023 között a Gyirmót FC másodedzője, 2023-ban a Mosonmagyaróvári TE vezetőedzője volt.